# Trypeticus jorisi
Trypeticus jorisi är en skalbaggsart som beskrevs av Kanaar 2003. Trypeticus jorisi ingår i släktet Trypeticus och familjen stumpbaggar. Inga underarter finns listade i Catalogue of Life.